# Coupe des nations de rugby à XV 2019
Navigation
World Rugby Nations Cup 2018 World Rugby Nations Cup 2020
La Coupe des nations de rugby à XV 2019, ou World Rugby Nations Cup 2019, a été organisée en Uruguay du 4 au 15 juin 2018, à Montevideo. Cette édition a notamment pour but de préparer pour la Coupe du monde 2019, les quatre nations invitées s'étant qualifiées pour celle-ci.
Les équipes participantes sont l'équipe réserve d'Argentine (Argentine XV) et les équipes nationales de Namibie, de Russie et d'Uruguay.

## Classement
| Rang | Équipe       | J | V | N | D | Em | Ee | Bo | Bd | Pm  | Pe  | Diff | Pts |
| ---- | ------------ | - | - | - | - | -- | -- | -- | -- | --- | --- | ---- | --- |
| 1    | Uruguay      | 3 | 2 | 0 | 1 | 14 | 9  | 2  | 1  | 104 | 71  | +33  | 11  |
| 3    | Russie       | 3 | 2 | 0 | 1 | 12 | 13 | 2  | 0  | 94  | 88  | +6   | 10  |
| 2    | Argentine XV | 3 | 1 | 0 | 2 | 13 | 12 | 2  | 0  | 94  | 101 | -7   | 6   |
| 4    | Namibie      | 3 | 1 | 0 | 2 | 6  | 11 | 0  | 0  | 55  | 87  | -32  | 4   |